# Daria Dmitrieva (balonmanista)
Daria Dmitrieva (Tolyatti, 9 de agosto de 1995) es una jugadora de balonmano rusa. Ha conseguido dos medallas olímpicas. 